# Pierre Dickert
Pierre Dickert (* 3. August 1960) ist ein ehemaliger deutscher Fußballspieler.

## Jugendkarriere
Mit sechs Jahren trat Dickert in Stuttgart erstmals einem Verein bei. Anschließend folgten über die ganze Republik verteilte Stationen bei SSV Hagen, dem Lüneburger SK und der SpVgg Ludwigsburg.

## Profikarriere
Seine erste Station im Seniorenbereich war der SC Tegel aus Berlin, wohin Dickert 1978 gezogen war.
Bereits nach einer Saison wurde Hertha BSC, im Vorjahr immerhin im DFB-Pokal-Finale und im UEFA-Cup-Halbfinale, auf Dickert aufmerksam und verpflichtete ihn. In Berlin-Frohnau wohnte Dickert in der Nähe von Erich Beer, der ihn in seinem Auto zum Training mitnahm, da Dickert zu diesem Zeitpunkt noch keinen Führerschein besaß. In der Bundesliga wurde Dickert lediglich dreimal eingewechselt und im Spiel gegen Borussia Dortmund sogar nach 21 Minuten Einsatzzeit wieder aus. Am Ende stand aufgrund der schlechteren Tordifferenz gegenüber dem MSV Duisburg und Bayer 05 Uerdingen der Abstieg in die 2. Bundesliga. Dort verpasste die Alte Dame ganz knapp den direkten Wiederaufstieg. Dickert hatte sich dagegen in der Stammelf festgespielt. 1981/82 spielte Dickert zunächst auch regelmäßig, als Uwe Klimaschefski allerdings von Georg Gawliczek abgelöst wurde, hatte er kaum noch Einsätze. Insgesamt wurde er in dieser Saison bei 15 Einsätzen vierzehnmal eingewechselt. Am Ende der Saison konnten die Herthaner als Zweitplatzierte hinter dem FC Schalke 04 den Aufstieg feiern.
Aufgrund der Differenzen zu Gawliczek wechselte Dickert zu Alemannia Aachen in die 2. Liga. Die Saison 1982/83 endete mit einem Mittelfeldplatz. Und obwohl Dickert 30 von 38 Partien absolviert hatte, wechselte er zum Aufsteiger 1. FC Saarbrücken, da dort sein Förderer Klimaschefski Trainer geworden war.
Mit den Saarländern gelang Dickert 1984 sicher der Klassenerhalt. 1985 wurde Saarbrücken Dritter und qualifizierte sich somit für die Aufstiegsrelegation gegen Arminia Bielefeld. Im Hinspiel im Ludwigsparkstadion wurde Dickert beim Stande von 1:0 in der 68. Minute eingewechselt und erzielte nur eine Minute später den 2:0-Endstand. Durch ein 1:1 im Rückspiel sicherte sich Saarbrücken den völlig überraschenden Aufstieg.
Trotzdem verließ Dickert den Verein Richtung Schweiz zum FC Laufen. Dort wurde er aber nicht so recht glücklich, stieg zwischenzeitlich sogar aus der zweithöchsten Spielklasse in den Amateurbereich ab. Trotzdem blieb er drei Jahre bis 1988.
Dann kehrte er nach Berlin zum TSV Rudow zurück, wo er nach einer Saison 1989 seine Profikarriere beendete.

## Privates
Nach seiner Spielerkarriere führte er zunächst zwei Sonnenstudios, mit denen er allerdings pleiteging. Zuletzt war er in der Textilbranche tätig.

## Erfolge
Aufstieg in die Bundesliga: 1982, 1985